# EA Sports UFC
EA Sports UFC es un videojuego de artes marciales mixtas desarrollado conjuntamente entre EA Canada y SkyBox Labs, y distribuido por EA Sports para PlayStation 4 y Xbox One. Se basa en la marca Ultimate Fighting Championship (UFC) y fue lanzado el 17 de junio de 2014 en Norteamérica y el 20 en Europa. Es el primer juego de UFC desde que THQ vendiera la licencia a Electronic Arts.

## Gameplay
La inteligencia artificial del juego acomoda los cambios de estrategia de los jugadores en medio del juego para hacer la experiencia de juego más realista. El juego también simula la "deformación del cuerpo completo" para conectar a los jugadores con su personaje.

## Desarrollo
Electronic Arts anunció una "multi-producción de varios años" de asociación con el Ultimate Fighting Championship en el Electronic Entertainment Expo 2012. El juego será uno de los primeros en hacer funcionar el motor Ignite de Electronic Arts. La compañía indicó que la decisión se basó principalmente en un mayor protagonismo internacional de la UFC y la menguante popularidad del boxeo, aunque la serie de boxeo podría volver. El equipo de Fight Night (EA Canada) se convirtió en el equipo de UFC. El último título de UFC antes de EA Sports UFC fue de THQ en 2012, UFC Undisputed 3.

## Sedes
- MGM Grand Garden Arena
- Staples Center
- Honda Center
- Chicago Arena
- Toyota Center
- Prudential Center
- Madison Square Garden
- Bell Centre
- Air Canada Centre
- Rio Arena

## Peleadores
La lista se revela poco a poco por lotes. Se espera que la lista final cuente con alrededor de 100 peleadores de UFC (sin incluir los DLC). La leyenda del UFC Royce Gracie y el icono de las artes marciales Bruce Lee están presentes en el juego como peleadores de bonificación. Gracie es jugable en el peso medio, mientras que Lee es jugable en el peso gallo, pluma, ligero y wélter.
|  | Pesos pesados Fabrício Werdum Caín Velásquez Júnior dos Santos Travis Browne Alistair Overeem Mark Hunt Roy Nelson Frank Mir Antônio Rodrigo Nogueira Antônio Silva Pat Barry Stipe Miočić[DLC] Andrei Arlovski[DLC] Brock Lesnar[DLC] Mark Coleman[DLC] | Pesos semipesados Daniel Cormier[PE] Jon Jones Alexander Gustafsson Glover Teixeira Rashad Evans Dan Henderson[ME] Chael Sonnen[ME] Antônio Rogério Nogueira Ryan Bader Wanderlei Silva[ME] Forrest Griffin Chuck Liddell Phil Davis Maurício Rua Gegard Mousasi[ME] Quinton Jackson[DLC] Anthony Johnson[DLC] | Pesos medios Chris Weidman Anderson Silva[SE] Rich Franklin[SE] Royce Gracie[DLC] Lyoto Machida[SE] Vitor Belfort[SE] Ronaldo Souza Mark Muñoz Michael Bisping[SE] Francis Carmont Costas Philippou Cung Le Luke Rockhold Tim Kennedy[DLC] Yoel Romero[DLC] | Pesos wélter Robbie Lawler[ME] Johny Hendricks Rory MacDonald Carlos Condit Demian Maia[ME] Georges St-Pierre Nick Díaz[ME] Josh Koscheck Jake Ellenberger Martin Kampmann Pascal Krauss Tarec Saffiedine Tyron Woodley[DLC] Matt Brown[DLC] Mike Pyle[DLC] Gunnar Nelson[DLC] Héctor Lombard[DLC] Matt Hughes[DLC] | Pesos ligeros Rafael dos Anjos[DLC] Anthony Pettis Benson Henderson Gilbert Meléndez Josh Thomson Nate Díaz[WE] Khabib Nurmagomedov Donald Cerrone Joe Lauzon Jim Miller T.J. Grant Gray Maynard Ross Pearson Diego Sánchez[DLC] Michael Chiesa[DLC] Myles Jury[DLC] Eddie Alvarez[DLC] |

| Pesos pluma José Aldo[LI] Chad Mendes Frankie Edgar[LI] Ricardo Lamas Cub Swanson Chan-sung Jung[LI] Clay Guida[LI] Conor McGregor[LI] B.J. Penn[LI][WE] Dennis Siver Dustin Poirier | Pesos gallo T.J. Dillashaw[DLC] Renan Barão Urijah Faber[PL] Mike Easton Erik Pérez Dominick Cruz[PL] Michael McDonald Eddie Wineland Brian Bowles Brad Pickett Takeya Mizugaki[DLC] Bruce Lee[DLC][PL][LI][WE] | Pesos mosca Demetrious Johnson[GA] Ian McCall Scott Jorgensen Joseph Benavidez Tim Elliott John Dodson Darren Uyenoyama Louis Gaudinot | Pesos gallo femeninos Ronda Rousey Miesha Tate Cat Zingano Liz Carmouche Sara McMann Sarah Kaufman Alexis Davis Holly Holm[DLC] | Leyenda [PE] Puede cambiar al peso pesado [SE] Puede cambiar al peso semipesado [ME] Puede cambiar al peso medio [WE] Puede cambiar al peso wélter [LI] Puede cambiar al peso ligero [PL] Puede cambiar al peso pluma [GA] Puede cambiar al peso gallo [DLC] Contenido descargable |

## Banda sonora
Esta es una lista de la banda sonora original del videojuego.
| - AFI - "Wild" - Akrobatik - "Built To Last" - Avenged Sevenfold - "Shepherd of Fire" - AWOLNATION - "Sail (LED Remix)" - Band of Skulls - "Asleep At The Wheel" - Beware Of Darkness - "Be My Exorcist" - Bring Me The Horizon - "Can You Feel My Heart" - Diddy - Dirty Money - "Coming Home ft. Skylar Grey" - DMX - "Ain’t No Sunshine" - Dog Blood - "Shred of Die" - Emmure - "E" - Flosstradamus - "Drop Top ft. Travis Porter" - Imagine Dragons - "Radioactive ft. Kendrick Lamar" | - J. Roddy Walston & The Business - "Sweat Shock" - Kid Ink - "The Movement" - Linkin Park - "Guilty All The Same ft. Rakim" - Miles Kane - "Give Up" - Rick Ross - "No Games ft. Future" - Royal Blood - "Out Of The Black" - Run The Jewels (El-P + Killer Mike) - "No Come Down" - SchoolBoy Q - "Break The Bank - Eddie Bravo ft. Rakaa - "Jiu Jitsu" - Spiderbait - "Reach For The Sky" - Tinie Tempah - "5 Minutes" - Trivium - "Strife" - Yo Gotti - "King Sh*t ft. T.I." |